# Broche aprietapapel

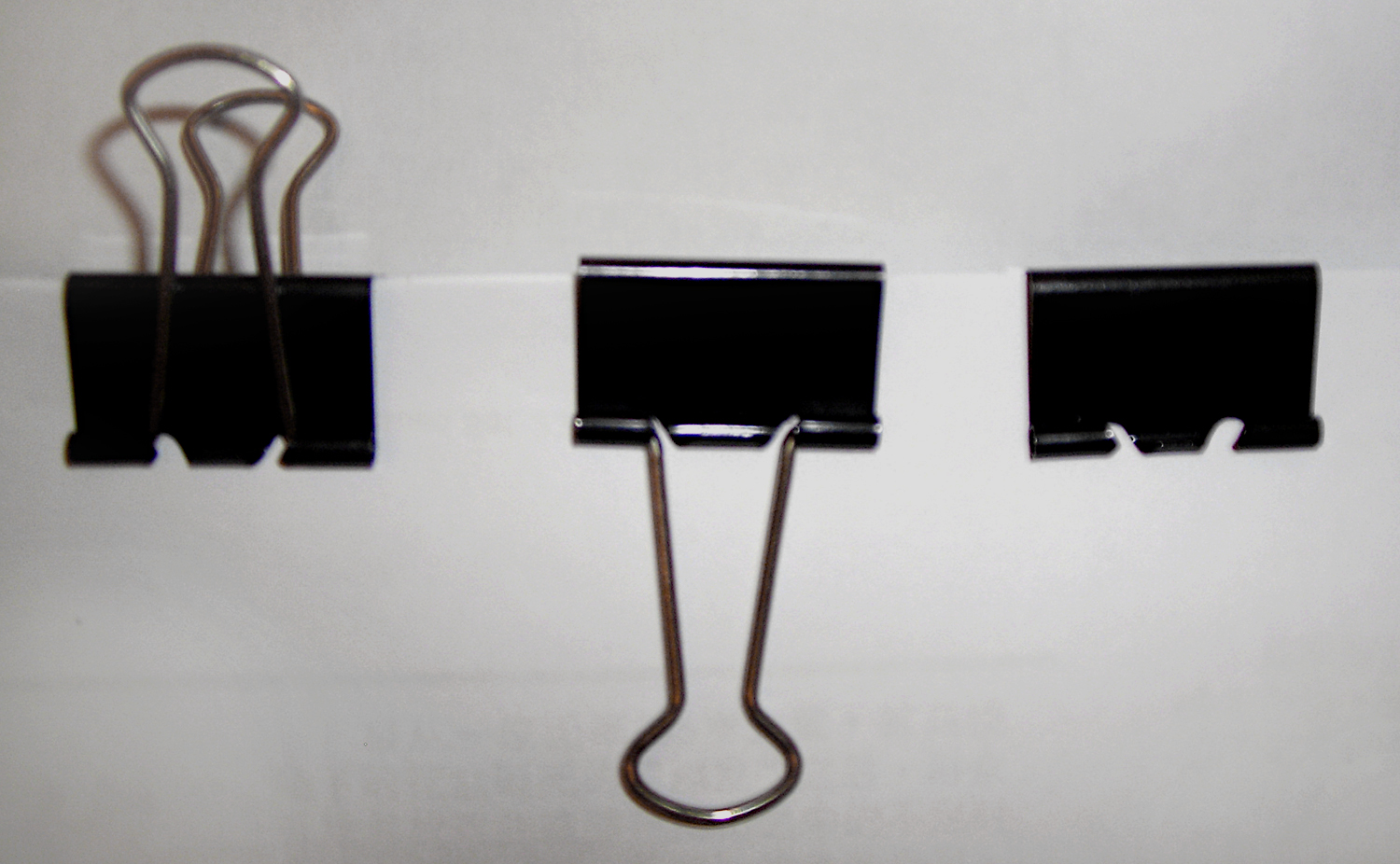
Tres broches aprieta papel con varias formas de uso. Las manijas se pueden sacar del broche y crear una prensa permanente.

Un broche aprietapapel o pinza sujetapapeles (también llamado por su nombre original en inglés, binder clip), es un dispositivo simple que sirve para apretar desde unas pocas hasta muchas hojas de papel. Éste deja el papel intacto y puede quitarse rápida y fácilmente, a diferencia de la grapa. 
Los broches aprietapapel se construyen con una tira de chapa de acero inoxidable plegada con la forma de un triángulo isósceles con un bucle en los extremos. La tensión a lo largo de la base del triángulo fuerza a los dos lados a estar cerrados, y los bucles previenen que los bordes cortantes de acero dañen el papel. Los bucles también sirven para mantener las dos piezas de alambre rígido en su lugar, que hacen de agarradera y permitir que se abra el broche. Comparado con un clip de papel, el broche aprietapapel es capaz de apretar las hojas de papel de una forma más segura, y además es resistente a la corrosión.
Hay una variedad de tamaños de broches aprietapapeles, desde la base de un tamaño de 9 mm hasta 50 mm. Es habitual que la porción de chapa de acero esté pintada de negro, con los mangos cromados, aunque también hay disponibles una variedad de esquemas de colores decorativos. La parte de chapa de acero generalmente está construida en acero inoxidable, pero también puede estar bañada en níquel, plata u oro.

## Historia
El broche aprietapapeles fue inventado en 1911 por Louis E. Baltzley en Washington. En aquel entonces, el método para apretar los papeles juntos consistía en hacer perforaciones pasantes y coserlos, por lo que añadir o quitar una sola hoja era muy trabajoso. Baltzley inventó el broche aprietapapeles para ayudar a su padre, Edwin Baltzley un escritor e inventor, a mantener sus manuscritos juntos fácilmente. Mientras que el diseño original ha cambiado cinco veces, el mecanismo básico sigue siendo principalmente el mismo.